# Гексафторокупрат(III) калия
Гексафторокупрат(III) калия — комплексное соединение меди, фтора и калия. Одно из немногочисленных соединений меди(III).

## Получение
- Получают нагреванием смеси хлоридов калия и меди в атмосфере фтора:

{\displaystyle {\mathsf {6KCl+2CuCl_{2}+11F_{2}\ {\xrightarrow {}}\ 2K_{3}CuF_{6}+10ClF}}}

## Физические свойства
- Светло-зеленые кристаллы, при нагревании разлагаются. Низкоспиновый ион [CuF6]3- (d8) имеет искаженную по Яну-Теллеру октаэдрическую структуру.

## Химические свойства
- Сильный окислитель. Бурно реагирует с водой.